# Neue Mühle (Silstedt)

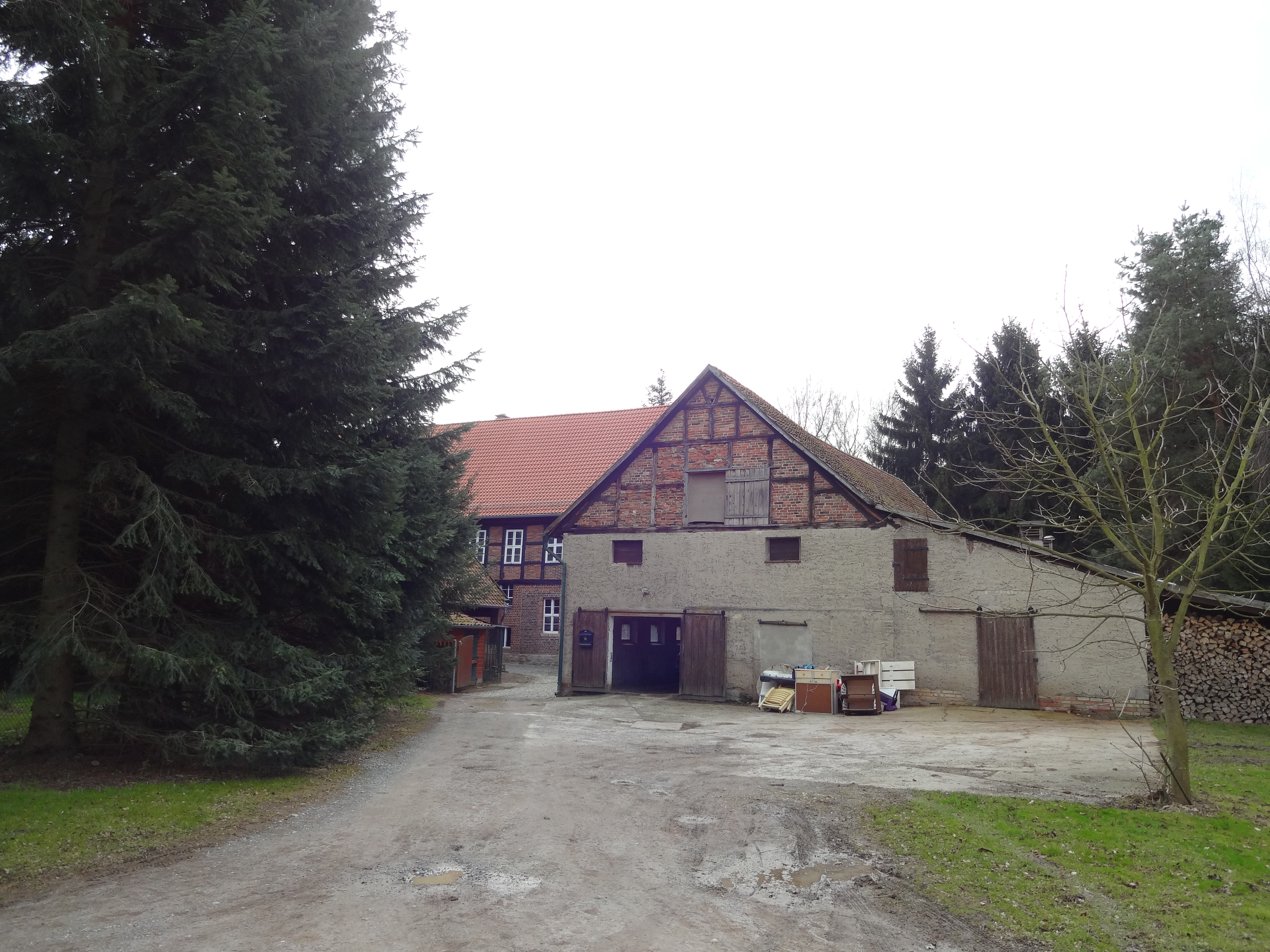
Neue Mühle, 2017

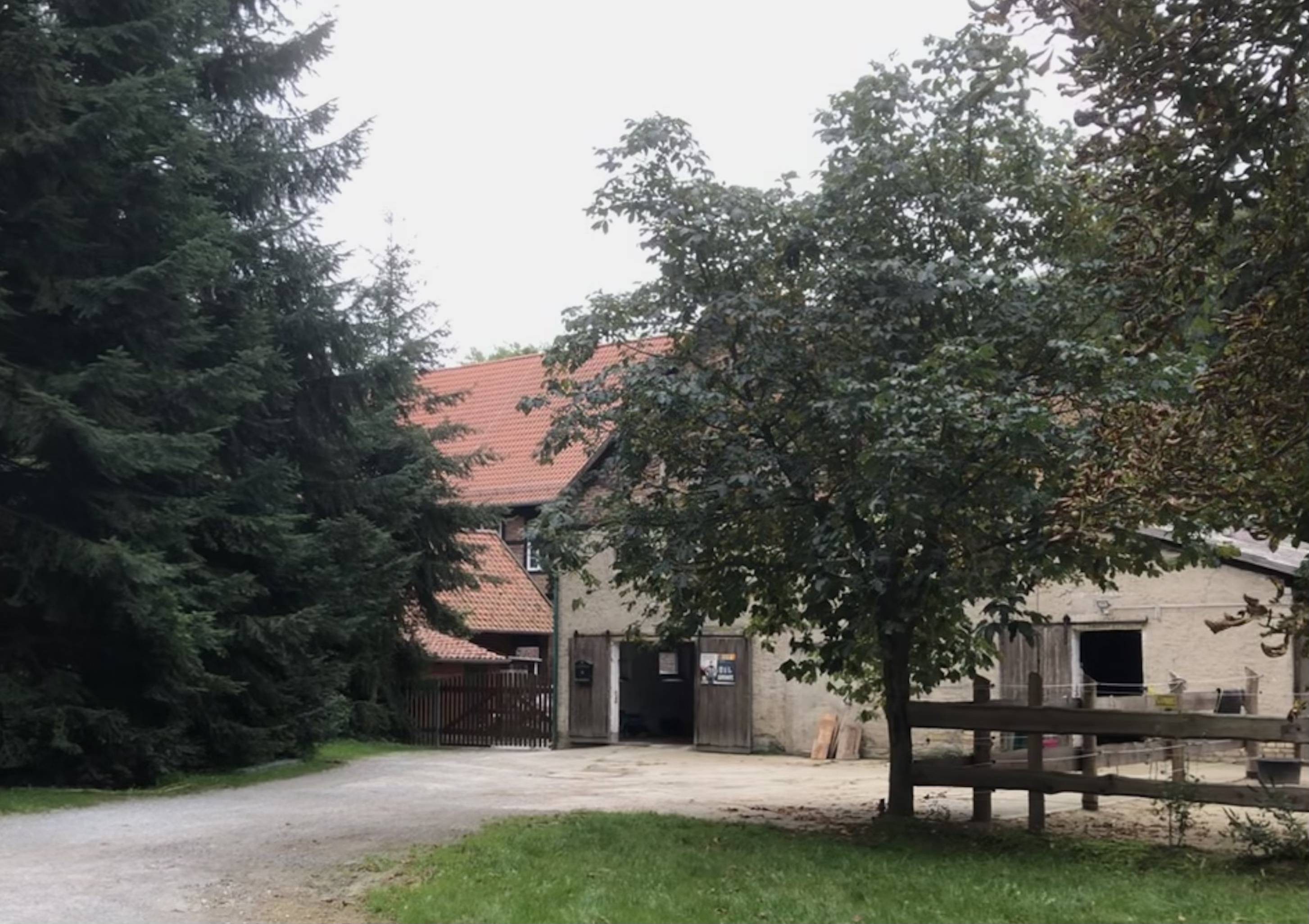
2021

Die Neue Mühle, auch als Papiermühle bezeichnet, ist ein denkmalgeschützter Mühlenhof im zur Stadt Wernigerode in Sachsen-Anhalt gehörenden Ortsteil Silstedt.

## Lage
Die Mühle befindet sich an der Adresse Neue Mühle westlich der Ortslage von Silstedt am Ufer der Holtemme.

## Geschichte
Die Wassermühle wird bereits in einem Erbbrief vom 24. August 1666 erwähnt. In dem Brief erhält der Ölmüller Adam Wieland Hampe das Recht auf dem als alten Mühlenbleek bezeichneten Ort zwischen Minsleben und Silstedt, eine neue Ölmühle zu errichten. Die Stelle wird nach dieser Formulierung auch schon zuvor als Mühlenstandort in Gebrauch gewesen sein.
Ab 1835 wurde die Mühle zur Papiermühle bzw. Papierfabrik umgebaut. Im Jahr 1855 erfolgte der Einbau von zwei Trockenzylindern und einem Dampfkessel. Der Betrieb als Papiermühle dauerte bis 1889 an. Die Anlage wurde dann an den Müllermeister Georg Heinrich Hartmann veräußert, der sie nach 1895 zu einer Mahlmühle umbaute. Wirtschaftlich geriet das Unternehmen, nicht zuletzt durch Rechtsstreitigkeiten mit der Gemeinde Silstedt und der Minslebener Zuckerfabrik in Schwierigkeiten, letztlich erfolgte eine Zwangsversteigerung, bei der der Schwiegersohn Friedrich Gustav Mänz den Zuschlag erhielt. Zur Finanzierung musste Mänz allerdings seinen eigenen Hof aufgeben, der seit fünf Generationen seiner Familie gehört hatte. Sein Sohn Friedrich Georg Mänz, er hatte in Groß Quenstedt bei Müllermeister Schulze gelernt, übernahm die Mühle im Jahr 1911.
In der Zeit danach war ein Umbau der Mühle vorgesehen, wobei unklar ist, ob es zur Ausführung der Pläne kam. Der Müller Friedrich Mänz fiel während des Ersten Weltkriegs am 22. August 1915 an der Ostfront. Die Mühle wurde daraufhin von der Mutter weitergeführt.
Ab der Zeit um 1938 verschlechterte sich die wirtschaftliche Situation der Mühle, die sich der Konkurrenz größerer Mühlen ausgesetzt sah. 1971 wurde der Betrieb eingestellt.
Die Mühle dient als heute Wohngebäude, Mühlentechnik ist nicht erhalten.
Im örtlichen Denkmalverzeichnis ist die Mühle unter der Erfassungsnummer 094 02946 als Baudenkmal verzeichnet.